# 福斯特鎮區 (明尼蘇達州法里博縣)
福斯特鎮區（英語：Foster Township）是位於美國明尼蘇達州法里博縣的一個行政鎮區。

## 地方資料
福斯特鎮區的面積為92.88平方千米，當中陸地面積為91.74平方千米，而水域面積為1.14平方千米。根據2020年美國人口普查的數據，當地共有人口249人，而人口密度為每平方千米2.68人。